# 野球クロアチア代表
野球クロアチア代表（やきゅうクロアチアだいひょう）は、クロアチアにおける野球のナショナルチームである。WBSCヨーロッパに所属している。WBSC世界ランキングは26位（2023年11月2日発表時点）。
欧州野球選手権には1999年の第26回大会への初出場以来、連続出場を続けている。2001年の第27回大会、2007年の第30回大会における8位が最高成績であったが、2021年の第36回大会で7位となり過去最高順位を更新した。

## 歴史
クロアチアにおける野球の歴史は第一次世界大戦終結直後の1918年にまで遡る。オーストリア＝ハンガリー帝国が解体され新たに誕生したセルブ・クロアート・スロヴェーン王国（後のユーゴスラビア王国）の最重要港であったスプリトに寄港した米国海軍の航海士たちが、街の人々に野球を伝えたのである。しかし、同国初の野球チーム「ナダ・スプリト」が誕生したのは1975年、クロアチア野球協会が設立されたのは1986年と、野球の普及には長い年月を要することになる。
1983年には、コーネル大学で長年コーチを務めクロアチア人の祖母を持つテッド・トーレンがユーゴスラビア代表のコーチに就任し、代表チームの活動が本格化した。1991年にクロアチアがユーゴスラビアから独立すると、ユーゴスラビア代表として共にプレーしていたセルビア人とクロアチア人の選手たちは、いずれの代表でプレーするか選択を迫られることになった。コーチのトーレンは、祖母の母国であるクロアチア代表を選んだ。4年にわたる紛争は野球界にも影を落とし、1989年のユーゴスラビア代表チームに参加していた選手のうち、4名のクロアチア人選手が犠牲となった。
1996年8月には、クロアチア代表がイギリスのハルで開催された欧州選手権予選に出場し、ユーゴスラビア代表と対戦。14-4で勝利したが、この試合はクロアチアの独立後、両国が対戦した初めてのスポーツイベントとなった。当時、クロアチア代表でコーチを務めていたケン・クルソロヴィチはこの試合について、ユーゴスラビアとの戦闘での従軍経験のある一人の選手が試合前には自分は対戦相手と握手をしないつもりだと述べていたが、試合後には握手をし「そんなに悪い奴らじゃなかった」と語ったことを回想し、「小さな勝利だと感じた」と振り返っている。
戦争の終結に伴い政府によるインフラへの投資が活発化する中、カルロヴァツに新球場が整備され、1997年にはカナダ代表でコーチを務めた経験のあるリック・ジョンストンを代表コーチとして招聘。こうした取り組みが実を結び、1998年8月にはオーストリアのウィーンで開催された欧州野球選手権Bプールで勝利。本選初出場を決めた。
2000年からは、オランダ・ホーフトクラッセのADOに所属していた元読売ジャイアンツ投手の門奈哲寛がオフシーズンを利用してクロアチア代表に帯同。2003年の欧州野球選手権にはクロアチア代表として出場し、20イニングで26三振を奪い、防御率1.80の成績を残した。続く2005年大会でも17イニングを投げて18三振を奪い、防御率0.53を記録。大会の最多奪三振に輝いた。
2007年の欧州野球選手権では予選リーグで敗退し、9位決定戦でウクライナに2-1で勝利したが、チェコの規定違反により8位で大会を終えている。
IBAFワールドカップでは2009年の第38回大会に初出場し、ホスト国の1つとしてザグレブで1次ラウンドを開催。ニカラグア、日本、イギリスと対戦するも全敗し、最終成績は18位となった。
2021年の第36回欧州野球選手権では過去最高の7位。2023年の第37回欧州野球選手権では10位。

## 国際大会

### ワールド・ベースボール・クラシック
| 回 | 年   | 開催地                                                                       | 順位   |
| -- | ---- | ---------------------------------------------------------------------------- | ------ |
| 1  | 2006 | アメリカ合衆国の旗 · 日本の旗 · プエルトリコの旗                             | 不参加 |
| 2  | 2009 | アメリカ合衆国の旗 · 日本の旗 · プエルトリコの旗 · メキシコの旗 · カナダの旗 | 不参加 |
| 3  | 2013 | アメリカ合衆国の旗 · 日本の旗 · プエルトリコの旗 · 中華民国の旗              | 不参加 |
| 4  | 2017 | アメリカ合衆国の旗 · 日本の旗 · 大韓民国の旗 · メキシコの旗                  | 不参加 |
| 5  | 2023 | アメリカ合衆国の旗 · 日本の旗 · 中華民国の旗                                 | 不参加 |

### オリンピック
| 回 | 年   | 開催地     | 順位     |
| -- | ---- | ---------- | -------- |
| 26 | 1992 | バルセロナ | 不参加   |
| 27 | 1996 | アトランタ | 不参加   |
| 28 | 2000 | シドニー   | 予選敗退 |
| 29 | 2004 | アテネ     | 予選敗退 |
| 30 | 2008 | 北京       | 予選敗退 |
| 33 | 2021 | 東京       | 予選敗退 |

### WBSCプレミア12
| 回 | 年   | 開催地                                                | 順位                                     |
| -- | ---- | ----------------------------------------------------- | ---------------------------------------- |
| 1  | 2015 | 日本の旗 · 中華民国の旗                               | 参加資格無し（世界ランキング43位のため） |
| 2  | 2019 | 日本の旗 · 中華民国の旗 · 大韓民国の旗 · メキシコの旗 | 参加資格無し（世界ランキング32位のため） |
| 3  | 2024 | 日本の旗 · 中華民国の旗 · メキシコの旗                | 参加資格無し                             |

### ワールドカップ
- 2009年 - 1次ラウンド敗退（18位）

### インターコンチネンタルカップ
- 参加歴なし

### 欧州野球選手権
- 1999年 - 11位
- 2001年 - 8位
- 2003年 - 10位
- 2005年 - 12位
- 2007年 - 8位
- 2010年 - 11位
- 2012年 - 10位
- 2014年 - 12位
- 2016年 - 10位
- 2019年 - 11位
- 2021年 - 7位
- 2023年 - 10位

## 世界ランキング
WBSCが発表している男子野球世界ランキングにおいて、クロアチアの順位は以下の通りである。
| 回 | 発表日         | 順位 | 変動 | ポイント |
| -- | -------------- | ---- | ---- | -------- |
| 1  | 2012年12月31日 | 29   | +-0  | 27.57    |
| 2  | 2014年12月31日 | 43   | 14   | 10.25    |
| 3  | 2016年12月31日 | 33   | 10   | 153      |
| 4  | 2018年9月25日  | 32   | 1    | 171      |
| 5  | 2018年12月17日 | 32   | +-0  | 171      |
| 6  | 2019年12月31日 | 39   | 7    | 142      |
| 7  | 2020年3月18日  | 41   | 2    | 142      |
| 8  | 2021年6月28日  | 46   | 5    | 89       |
| 9  | 2021年8月11日  | 43   | 3    | 89       |
| 10 | 2021年12月31日 | 32   | 11   | 230      |
| 11 | 2022年12月31日 | 31   | 1    | 227      |
| 12 | 2023年3月28日  | 30   | 1    | 227      |
| 13 | 2023年8月15日  | 30   | +-0  | 215      |
| 14 | 2023年10月5日  | 26   | 4    | 317      |
| 15 | 2023年11月2日  | 26   | +-0  | 317      |

## 歴代監督
- ケン・クルソロヴィチ (1996 - 1998)
- ビル・パーシー (1999 - 2005)
- クルーノ・カリン (2007 - 2009)
- ジェフ・カルドロン (2010)
- マイク・ハートリー (2012 - 2014)
- ジェームズ・サマーズ (2016 - 2019)
- ダミール・カリン (2021)

## 代表選手
- 門奈哲寛
- エルネスト・ペレイラ
- ジェイソン・ピロソフィル